# Malayopython timoriensis
Espèce
Synonymes
- Liasis amethystinus var. timoriensis Peters, 1876
- Liasis petersii Hubrecht, 1879
- Python timorensis (Peters, 1876)
- Python timoriensis (Peters, 1876)
- Morelia timoriensis (Peters, 1876)
- Broghammerus timoriensis (Peters, 1876)

Statut CITES
Le Python de Timor (syn. Broghammerus timoriensis) est une espèce de serpents de la famille des Pythonidae.  Contrairement aux espèces plus grandes comme le python réticulé , il n'est pas considéré comme dangereux pour l'homme.

## Répartition
Cette espèce est endémique des îles de Florès et de Lembata dans les Petites îles de la Sonde. Sa présence est incertaine sur l'île de Timor.

## Description

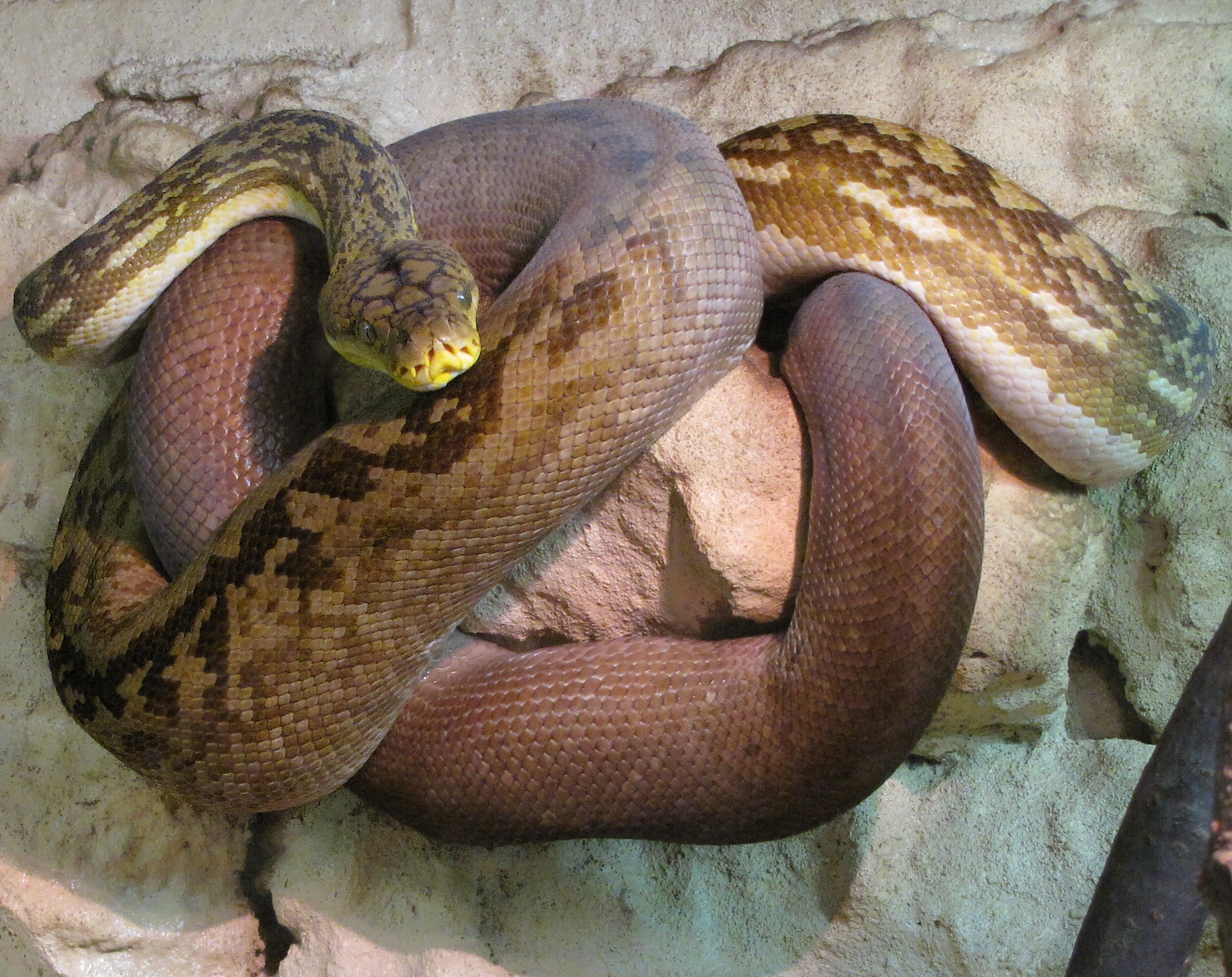

C'est un serpent constricteur ovipare qui peut atteindre 180 cm. Leur habitat naturel sont les forêts et les prairies. Ils se nourrissent d'oiseaux et de petits mammifères.

## Étymologie
Son nom d'espèce, composé de timor et du suffixe latin -ensis, « qui vit dans, qui habite », lui a été donné en référence au lieu de sa découverte, Kupang sur l'île de Timor.

## Publication originale
- Peters, 1877 "1876" : Über die von S. M. S. Gazelle mitgebrachten Amphibien. Monatsberichte der Königlichen Preussischen Akademie der Wissenschaften zu Berlin, vol. 1876, p. 528-535+914 (texte intégral).